# Harlan Leonard
Harlan Leonard (* 2. Juli 1905 in Kansas City; † 10. November 1983) war ein US-amerikanischer Jazz-Klarinettist, Saxophonist und Bandleader des Swing. Er gehörte mit Jay McShann zu den Protagonisten des Kansas City Jazz.

## Leben
Leonard begann seine Karriere 1923 in der Territory Band von George E. Lee, wechselte 1924 zu Benny Moten und ging 1931 mit mehreren anderen Musikern dieser Band zu Thamon Hayes’ Kansas City Rockets. Diese Band wurde 1934 aufgelöst, bildete jedoch den Stamm des neuen Moten-Orchesters. Nach Motens Tod 1935 gründete Leonard eine eigene Formation, in der er mehrere Moten-Musiker übernahm. Harlan Leonard and his Rockets zählten bald zu den bekanntesten Bands in Kansas City und waren die stärksten Rivalen der Band von Jay McShann nach dem Weggang der Basie-Band nach New York. Diese erste Band von Leonard fiel 1936 auseinander; er übernahm dann 1937/38 die Musiker der Jimmy Keith-Band für eine Neugründung. In dieser Zeit trat Leonards Band häufig in den Clubs Dreamland, Street#s Blue Room und dem Century Room auf. 
1938 gehörte für fünf Wochen auch der junge Charlie Parker zur Band, wurde aber wegen Unzuverlässigkeit von Leonard entlassen. Die Band spielte von 1940 in Chicago in den Aragon und Savoy Ballrooms; in diese Zeit fielen auch ihre ersten Aufnahmesessions für Victor Records. Bandsängerin war Myra Taylor (I Don’t Want to Set the World on Fire). Sie kehrten dann 1941 nach Kansas City zurück, wo sie ein Engagement im College Inn hatten und tourten durch den Mittleren Westen. Ende 1941 gingen sie nach New York City, wo sie im Municipal Auditorium auftraten. Sie waren dabei jedoch nicht sehr erfolgreich und kehrten nach Kansas zurück. Anfang 1943 ging Leonard mit der Band auf eine Tournee an die Westküste; sie hatten neben zahlreichen One Nighters ein einjähriges Engagement im Club Alabam in Los Angeles, wo er auch die Sängerin Little Miss Cornshucks begleitete. Sie spielten dann bis 1946 ausschließlich in Kansas City. 
Von der Formation existieren lediglich 23 Aufnahmen aus dem Jahr 1940, wie die Titel „Dig It“, „400 Swing“ und „Dameron Stomp“. Arrangeur war in dieser Zeit der junge Tadd Dameron, als Sänger wirkte Ernie Williams mit, dessen Stil an Jimmy Rushing erinnert. Herausragende Solisten waren der Tenorist Henry Bridges und der Posaunist Fred Beckett. Nach der Auflösung der Band lebte Leonard im Raum Los Angeles, trat gelegentlich in lokalen Clubs, wie dem Shep's Playhouse auf; nach diesem Engagement zog sich Leonard aus dem Musikgeschäft zurück und arbeitete für die Internal Revenue Service.
Harlan Leonard and his Rockets zählte zu den Bindegliedern zwischen dem Swing und dem nachfolgenden Bebop.

## Diskographie
- Harlan Leonard and his Rockets 1940 (Classics)